# ジャパンカップサイクルロードレース1992
ジャパンカップサイクルロードレース1992は、ジャパンカップサイクルロードレースの第1回目のレース。1992年11月8日に行われた。

## トッププロ選手集結
1990年に開催された、ロードレース世界選手権と同一のコースが使用された。
主な出場選手として、1988年の世界チャンピオンで、前年のUCI・ロードワールドカップ優勝者のマウリツィオ・フォンドリエスト、後に全てのグランツールで、ポイント賞を獲得することになるジャモリディネ・アブドヤパロフ、当年のパリ〜ツールを制したヘンドリック・ルダンらがおり、初回で、しかも欧州のロードレースシーズンが終了しているにもかかわらず、錚々たる顔ぶれが揃った。

## 結果
11月8日(日) 185.4km
| 順位 | 選手名                 | 国籍           | チーム               | 時間          |
| ---- | ---------------------- | -------------- | -------------------- | ------------- |
| 1    | ヘンドリック・ルダン   | ベルギー       | ロット・MBK          | 5時間34分08秒 |
| 2    | バート・ボーエン       | アメリカ合衆国 | スバル・モンゴメー   | 同            |
| 3    | ローラン・マドゥアス   | フランス       | カストラマ           | +3分04秒      |
| 4    | チェゼリー・ザマナ     | ポーランド     | スバル・モンゴメリー | +3分54秒      |
| 5    | フィリップ・ブバティエ | フランス       | カストラマ           | +3分59秒      |
| 6    | ルイス・デコーニンフ   | オランダ       | パナソニック         | +3分59秒      |
| 7    | 市川雅敏               | 日本           | JPP推薦              | +4分00秒      |
| 8    | 橋詰一也               | 日本           | JPP                  | 同            |
| 9    | エリック・バンランクル | ベルギー       | パナソニック         | 同            |
| 10   | ジャンカルロ・ベリーニ | イタリア       | カレラジーンズ       | +4分03秒      |